# Radical 84
El radical 84, representado por el carácter Han 气, es uno de los 214 radicales del diccionario de Kangxi. En mandarín estándar es llamado　气部, (qì　bù, «radical “aire” o “respiración”»); en japonés es llamado 气部, きぶ　(kibu), y en coreano 기 (gi). En los textos occidentales este radical es conocido como «radical “vapor”» o «radical “respiración”».
El radical «vapor» aparece comúnmente en caracteres cuyo significado tiene que ver con los gases. Este radical aparece siempre rodeando la parte superior e izquierda de los radicales. Por ejemplo: 氙, «xenón»; 氣, «gas»; 氧, «oxígeno».

## Nombres populares
- Mandarín estándar: 气, qì, «aire».
- Coreano: 기운기밑부, giun gi mit bu «radical gi-gas».
- Japonés:　気構え（きがまえ）, kigamae, «parte envolvente de 気 (qì, energía vital, fuerza interna)».
- En occidente: radical «vapor», radical «respiración»

## Galería
| Estilos antiguos                                 | Estilos antiguos                  | Estilos antiguos                        | Estilos antiguos                   | Estilos antiguos                   | Estilos empleados actualmente       | Estilos empleados actualmente  | Estilos empleados actualmente    | Estilos empleados actualmente   | Estilos empleados actualmente  |
|                                                  |                                   |                                         |                                    |                                    |                                     | 气                             |                                  |                                 |                                |
| 甲骨文 jiǎgǔwén (escritura de huesos oraculares) | 金文 jīnwén (escritura de bronce) | 简帛 jiǎnbó (escritura de bambú y seda) | 篆文 zhuànwén (escritura de sello) | 篆文 zhuànwén (escritura de sello) | 隸書 lìshū (estilo de los escribas) | 楷書 kǎishū (estilo regular)   | 楷書 kǎishū (estilo regular)     | 行書 xǐngshū (estilo corriente) | 草書 cǎoshū (estilo de hierba) |
| 甲骨文 jiǎgǔwén (escritura de huesos oraculares) | 金文 jīnwén (escritura de bronce) | 简帛 jiǎnbó (escritura de bambú y seda) | 大篆 dàzhuàn (sello grande)        | 小篆 xiǎozhuàn (sello pequeño)     | 隸書 lìshū (estilo de los escribas) | 繁體／繁体 fántǐ (tradicional) | 简体／簡體 jiǎntǐ (simplificado) | 行書 xǐngshū (estilo corriente) | 草書 cǎoshū (estilo de hierba) |

## Caracteres con el radical 84

| trazos | carácter             |
| ------ | -------------------- |
| + 0    | 气                   |
| + 1    | 氕                   |
| + 2    | 氖 気 氘             |
| + 3    | 氙 氚                |
| + 4    | 氛 氜 氝             |
| + 5    | 氞 氟 氠 氡 氢       |
| + 6    | 氣 氤 氥 氦 氧 氨 氩 |
| + 7    | 氪 氫                |
| + 8    | 氬 氭 氮 氯 氰       |
| + 9    | 氱                   |
| + 10   | 氲 氳                |